# Nelson Miles

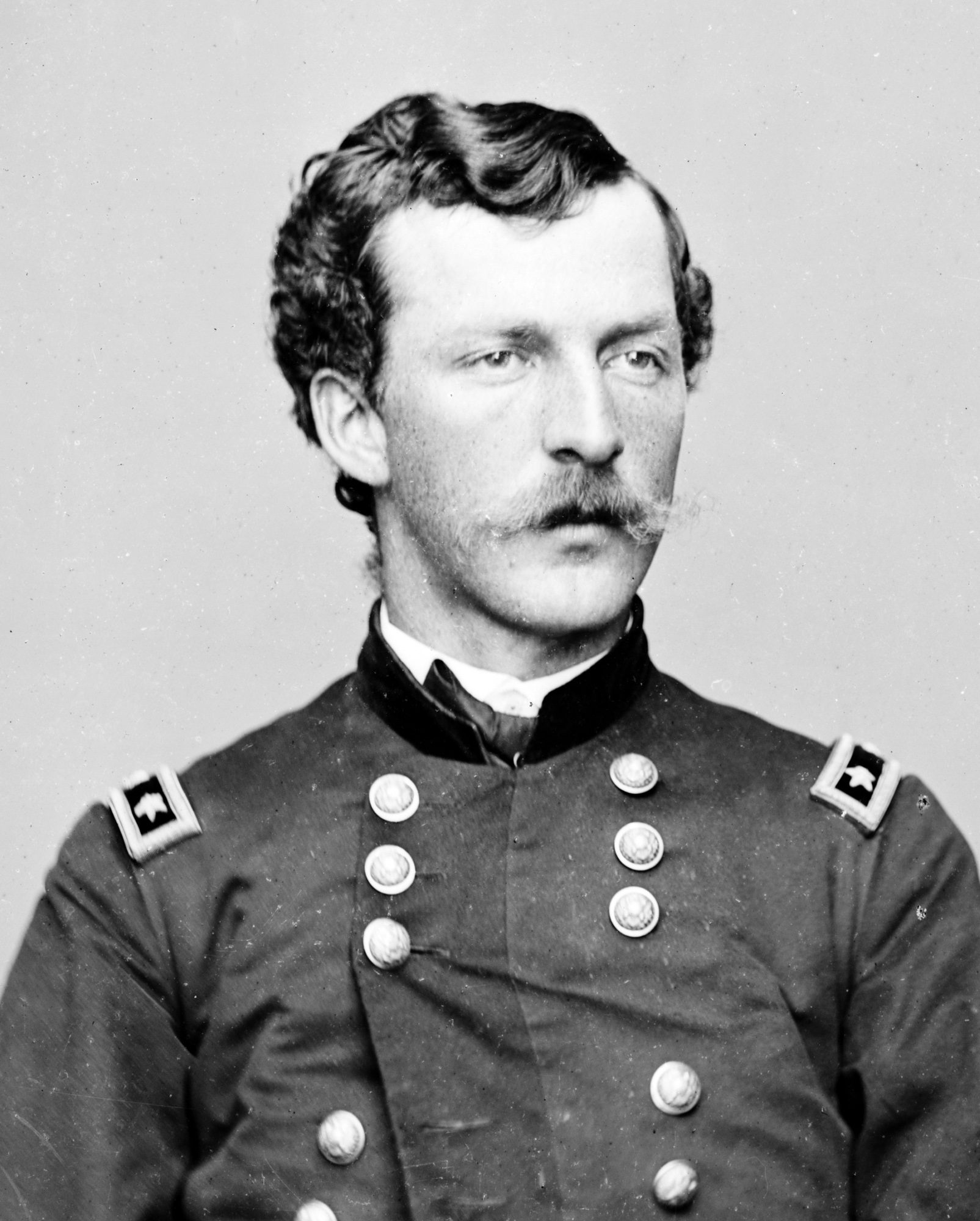
Nelson Miles

Nelson Miles, właśc. Nelson Appleton Miles (ur. 8 sierpnia 1839, zm. 15 maja 1925) – amerykański wojskowy i polityk, oficer armii amerykańskiej, uczestnik wojny secesyjnej po stronie Północy, a także walk z Indianami na amerykańskim Zachodzie i wojny amerykańsko-hiszpańskiej, w roku 1898 gubernator Portoryko, znajdującego się wówczas pod wojskową administracją kolonialną Stanów Zjednoczonych.

## Życiorys

### Młodość
Urodzony w 1839 pobliżu Westminster w stanie Massachusetts uczęszczał do szkoły wieczorowej w Bostonie, pracując jednocześnie jako sprzedawca i interesując się wojskowością.

### Wojna secesyjna
Gdy wybuchła wojna secesyjna, we wrześniu 1861 wstąpił na ochotnika to armii Unii i walczył w wielu bitwach, szybko awansując. Czterokrotnie ranny i odznaczony Medalem Honoru, w maju 1864 – w wieku 26 lat – otrzymał stopień generała majora ochotników. W lipcu 1866 mianowano go pułkownikiem regularnej armii, a w marcu 1869 objął dowództwo 5 Pułku Piechoty.

### Dalsza kariera wojskowa
Po zakończeniu wojny domowej Miles odgrywał istotną rolę w niemal wszystkich kampaniach wojskowych przeciwko Indianom na Zachodzie Stanów Zjednoczonych. W latach 1874–1875 był dowódcą polowym w walkach z Indianami Kiowa, Komanczami i Szejenami Południowymi nad Red River. W latach 1876–1877 uczestniczył w walkach na północy Wielkich Równin przeciwko Siuksom, Szejenom Północnym i Arapahom, którzy 25 czerwca 1876 roku pokonali generała George’a A. Custera w bitwie nad Little Big Horn. Swoją bezwzględną kampanią zimową zmusił ostatecznie Siuksów i ich sojuszników do osiedlenia się w rezerwatach. Zimą 1877 jego oddziały doścignęły po intensywnym marszu przez Montanę grupę Indian Nez Perce prowadzonych przez Wodza Józefa (ang. Chief Joseph), która przez ponad 1500 mil unikała pościgu lub zwyciężała w potyczkach na szlaku swojej ucieczki z Oregonu ku Kanadzie. Przez resztę swojej kariery o pierwszeństwo w schwytaniu Wodza Józefa spierał się z generałem Oliverem Howardem.
W 1886 Miles zastąpił generała George’a Crooka w przeciągającej się kampanii przeciwko przywódcy Apaczów, Geronimo. Apackich zwiadowców Crooka zastąpił białymi tropicielami i po przebyciu ponad 3 tys. mil w górach Sierra Madre wynegocjował ostatecznie poddanie się Geronima i doprowadził do jego zesłania najpierw na Florydę, a następnie do Fort Sill na Terytorium Indiańskim (dzisiejsza Oklahoma). W 1890 jego próba zaprowadzenia porządku w ogarniętych buntowniczym ruchem religijnym Tańca Duchów rezerwatach Siuksów doprowadziła najpierw do zamordowania wodza Siedzącego Byka (ang. Sitting Bull) 16 grudnia, a następnie do masakry grupy wodza Wielkiej Stopy (ang. Big Foot) nad strumieniem Wounded Knee 29 grudnia przez 7 Pułk Kawalerii pułkownika Jamesa Forsytha. Zdaniem Milesa wszyscy tubylczy Amerykanie powinni uznać władzę Stanów Zjednoczonych, a jego celem – skutecznie zrealizowanym bądź przez sam pokaz, bądź przez bezwzględne użycie siły militarnej – było poddanie buntujących się uczestników religii Tańca Duchów kontroli wojska.
W 1894 Miles dowodził oddziałami zmobilizowanymi do krwawo stłumionego przez policję i wojsko strajku w zakładach Pullmana w Illinois. Rok później został naczelnym dowódcą armii amerykańskiej i pełnił tę funkcję przez całą wojnę hiszpańsko-amerykańską. Dowodził oddziałami na Kubie, a po zdobyciu Santiago de Cuba osobiście dowodził amerykańską inwazją na Portoryko i został na tej wyspie pierwszym szefem rządu wojskowego. Sprawował urząd gubernatora Portoryko od 25 lipca 1898, kiedy to zastąpił na stanowisku hiszpańskiego gubernatora Ricardo de Ortegę, do 21 października 1898. Jego następcą został John Ruller Brooke.
Za swoje zasługi wojenne w 1900 został mianowany generałem porucznikiem.

### Emerytura
W roku 1903 odszedł na wojskową emeryturę. Gdy wybuchła I wojna światowa, ponad 70-letni już wówczas generał zgłosił swoją gotowość do służby, ale ówczesny prezydent Woodrow Wilson nie skorzystał z jego oferty. Nelson Miles zmarł w wieku 85 lat na atak serca. Pochowano go z honorami na wojskowym Cmentarzu Narodowym Arlington pod Waszyngtonem.

## Życie prywatne
W 1868 poślubił Mary Hoyt Sherman.